# Бекхудт, Альфонсо
Альфонсо Бекхудт (нидерл. Alfonso Boekhoudt; род. 27 января 1965, Аруба) — государственный и политический деятель Арубы. Занимал должность уполномоченного министра с 14 ноября 2013 по 17 ноября 2016 года. Губернатор Арубы с 1 января 2017 года.;)

## Биография
Родился на Арубе 27 января 1965 года. С 1991 по 1994 год работал в правительстве уполномоченного министра Арубы. С 1994 по 2005 год работал финансовым менеджером и директором в частном секторе. С 2005 по 2013 год занимал должность директора Управления портов Арубы. С октября 2010 по ноябрь 2013 года был председателем Красного Креста Арубы.
13 ноября 2013 года был назначен уполномоченным министром Арубы, сменив Эдвина Абата. 17 ноября 2016 года уполномоченным министром стал Хуан Давид Ираскин.
В октябре 2016 года Совет министров Королевства Нидерландов назначил Альфонсо Бекхудта губернатором Арубы, вступил в должность с 1 января 2017. Был предложен на эту должность министром внутренних дел и по делам королевства Нидерландов Рональдом Пластерком. Этот шаг вызвал критику со стороны кабинета министров Арубы так как правила Совета министров Королевства Нидерландов в отношении назначения губернатора не соблюдались. Кабинет министров Арубы высказал пожелание, чтобы назначение было отменено. Однако, министерство внутренних дел и по делам королевства Нидерландов заявило, что правила соблюдались. Кабинет министров Арубы выдвинул кандидатуру министра финансов Анхеля Бермудеса на эту должность.
Кабинет министров Арубы впоследствии выдвинул недоверие Альфонсо Бекхудту, вынудив его уйти в отставку с поста уполномоченного министра Арубы 1 ноября 2016 года. 18 октября 2016 года конфликт между Эманом и Пластерком был урегулирован: Майк Эман принял назначение Альфонсо Бекхудта и стороны совместно сделали заявление, что процесс назначения не был организован идеально.